# Xã Ashley, Quận Pike, Missouri
Xã Ashley (tiếng Anh: Ashley Township) là một xã thuộc quận Pike, tiểu bang Missouri, Hoa Kỳ. Năm 2010, dân số của xã này là 519 người.